# 사이치역
사이치역(일본어: 最知駅)은 일본 미야기현 게센누마시에 위치한 동일본 여객철도 게센누마 선의 철도역이다. 단선 승강장 1면 1선의 구조를 갖춘 지상역이었으나, 2011년 3월에 발생한 동일본 대지진의 여파로 인해 현재는 BRT로 대체 운행되고 있다.

## 이용 현황
| 연도     | 1일 평균 승차 인원 |
| 2013년도 | 35                 |
| 2014년도 | 44                 |
| 2015년도 | 45                 |
| -------- | ------------------ |

## 역 주변
- 국도 제45호선

## 역사
- 1967년 7월 20일 : 일본국유철도 게센누마 선의 역으로서 개업.
- 1987년 4월 1일 : 일본국유철도 분할 민영화에 의해, 동일본 여객철도가 승계.
- 2011년 3월 11일 : 동일본 대지진으로 발생했던 쓰나미로 인해 피해를 받음.
- 2012년 8월 20일 : BRT로 임시 복구. 리쿠젠하시카미역 - 이 역 간을 버스 전용 차도로서 정비, 신 역사 사용 개시.
- 2020년 4월 1일 : 야나이즈 역 - 게센누마 역 간의 철도 사업 폐지로 인해 철도역으로는 폐역됨.

## 인접 역
| 게센누마 선                  | 게센누마 선   | 게센누마 선            |
| ---------------------------- | ------------- | ---------------------- |
| 리쿠젠하시카미 마에야치 방면 | ■ 게센누마 선 | 마쓰이와 게센누마 방면 |